# Aileen Quinn
Aileen Marie Quinn (Yardley, Pensilvania, 28 de junio de 1971) es una actriz, cantante y bailarina estadounidense. Es conocida por su papel del personaje principal en la película Annie de 1982, que le valió dos nominaciones al Globo de Oro.

## Biografía
Quinn nació el 28 de junio de 1971 y se crio en Yardley, Pensilvania. Es la hija mayor de Helen Ann Quinn y Andrew Quinn Sr., y a su vez es la hermana mayor de Andrew Quinn Jr. Comenzó a tomar lecciones de baile cuando tenía 4 años en Knecht Dance Academy en Levittown, Pensilvania, aprendiendo ballet y claqué.
Cuando era joven, Quinn fue introducida al mundo del espectáculo por su madre, que era cantante y actriz de televisión, radio y teatro y luego maestra de escuela primaria. Quinn rogó que le permitieran hacer una audición para un papel en una producción de teatro comunitario local de Annie Get Your Gun y consiguió el papel. Actuó en producciones comunitarias adicionales.
Criada en Far Hills, Nueva Jersey, asistió a la Grey Nun Academy durante la escuela primaria y asistió a la Oak Knoll School of the Holy Child en Summit, Nueva Jersey para la escuela secundaria.
Después de su carrera como actriz infantil, decidió tomarse un descanso, y a la edad de 18 años, Quinn decidió centrarse en la escuela. Se graduó de la Universidad de Drew en 1994. Estudió idiomas con especialización en ciencias políticas y es miembro de Sigma Delta Pi, una sociedad de honor española.

## Carrera
Después de conseguir un agente, Quinn consiguió un pequeño papel en la película Paternity. Comenzó a aparecer en comerciales de televisión. A los ocho años, consiguió el papel de la "huérfana del columpio" (suplente de todos los huérfanos excepto Molly y Annie) en la producción de Broadway de Annie.
Después de ocho audiciones a lo largo de un año, y frente a más de 8.000 otros competidores, Quinn recibió el papel principal en la película Annie de 1982, dirigida por John Huston. Annie le valió a Quinn dos nominaciones al Globo de Oro, un premio a la "Mejor Actriz" en los Youth in Film Awards y un premio Razzie a la "Peor Estrella Nueva". Aileen tenía 9 años cuando fue elegida para interpretar a Annie.
Aileen Quinn estuvo bajo contrato durante varios años con Columbia Pictures para hacer otras secuelas de Annie que nunca se materializaron. Durante este tiempo, continuó actuando en papeles principales en teatro regional en espectáculos como El mago de Oz (Dorothy), Bye, Bye Birdie (Kim), Annie (Annie), Shenandoah (Jenny) y A Day in Hollywood/A Night in the Ukraine (Harpo). También prestó su voz para dos especiales de dibujos animados que se transmitieron en la televisión nacional, The Charmkins y El mago de Oz. El álbum de la banda sonora de la película Annie fue platino y, posteriormente, Quinn lanzó su propio álbum, Bobby's Girl, en 1982. Poco después de ese lanzamiento, interpretó a la princesa Zora en el clásico cuento de hadas The Frog Prince, que se lanzó en videocasete y se emitió en Disney Channel varias veces.
Después de graduarse de la universidad, Quinn volvió a subir al escenario. En 1994, apareció como Bette en Oliver!, en el teatro Paper Mill. Realizó giras por Estados Unidos durante más de cinco años con tres giras nacionales en Broadway: El violinista en el tejado (Chava), Peter Pan (Tootles/Jane) y Fiebre del sábado noche (Annette). Estudió Shakespeare en Londres, donde apareció en Como gustéis y Noche de Reyes en LAMDA. Las producciones Off-Broadway incluyen Dreamstuff (Princesa), Creature (Elizabeth) y Yiddle With a Fiddle (Yiddle). Sus créditos teatrales regionales hasta el presente incluyen The Unsinkable Molly Brown (Molly), That Was Then (obra de estreno mundial: April Gregory) y Funny, You Don't Look Like a Grandmother (su hija).
Quinn apareció en algunos papeles pequeños en películas independientes entre 2006 y 2010, más notablemente interpretando a Lily en Annie en el Teatro Aspen. Presentó Generation Gap, una comedia interactiva utilizada para enseñar a los niños cómo resolver conflictos. Fue escrita y dirigida por la cineasta Edna Harris y se emitió en PBS en 2004. Quinn jugó un papel menor en la película de 2009 Multiple Sarcasms, protagonizada por Timothy Hutton y Mira Sorvino.
Quinn fue profesor adjunto de teatro en la Universidad de Monmouth en West Long Branch, Nueva Jersey.  Una parte del campus de la escuela fue el escenario de la versión cinematográfica de Annie. En 2009, se le concedió un título honorífico de la Universidad de Monmouth. Quinn también fue profesora de español, teatro y danza en la Hudson Catholic Regional High School en Jersey City, Nueva Jersey.
Ella tiene su propia banda, Aileen Quinn and The Leapin' Lizards. Quinn conoció a sus compañeros de banda después de que un vecino la escuchó cantar en su apartamento y luego le presentó a los otros músicos. Lanzaron su primer álbum, Spin Me, en 2015. Lanzaron su segundo álbum, Lightning and Thunder, en noviembre de 2019.

## Vida personal
Quinn habla español con fluidez. Pasó seis meses con una familia en Chile como parte de un programa de intercambio y lo considera una de las experiencias más gratificantes de su vida.

## Filmografía
| Año  | Título                                     | Papel                  | Notas |
| ---- | ------------------------------------------ | ---------------------- | --- |
| 1981 | Paternity                                  | Niña en un parque      | No acreditada |
| 1982 | Annie                                      | Annie Bennett Warbucks | Golden Raspberry Award for Worst Supporting Actress Young Artist Award for Best Young Motion Picture Actress Nominada—Golden Globe Award for Best Actress – Motion Picture Comedy or Musical Nominada—Golden Globe Award for New Star of the Year – Actress Nominada—Golden Raspberry Award for Worst New Star |
| 1982 | The Wizard of Oz                           | Dorothy Gale           | Voz |
| 1982 | Lights, Camera, Annie!                     | Ella misma             | |
| 1982 | Andy Williams Early New England Christmas  | Ella misma             | Especial de televisión |
| 1983 | The Charmkins                              | Brown-Eyed Susan       | Especial de televisión |
| 1986 | The Frog Prince                            | Princess Zora          | |
| 1986 | The Great Space Coaster                    | Ella misma             | |
| 2007 | 30                                         | Maggie                 | |
| 2010 | Multiple Sarcasms                          | Secretaria en escuela  | |
| 2014 | The Comeback Kids                          | Dra. Quinn             | 2 episodios |
| 2020 | Will & Grace                               | Ramona Delaney         | 1 episodio |
| 2023 | Carol Burnett: 90 Years of Laughter + Love | Ella misma             | Especial de televisión |

## Discografía

### Álbumes
- Bobby's Girl se lanzó el 17 de noviembre de 1982, Columbia Records
- Spin Me lanzado en 2015, sello independiente
- Relámpagos y truenos Lanzado en 2019, sello independiente

### Bandas sonoras
- Annie - Banda sonora original de la película publicada en mayo de 1982 por Columbia Records

### Sencillos
- "Tomorrow" lanzado en 1982, Columbia Records
- "At Christmas Time" se lanzó el 20 de diciembre de 2016, sello independiente
- "Auld Lang Syne" lanzado el 20 de diciembre de 2016, sello independiente